# Сибирь (опера)
«Сибирь» (итал. Siberia) — опера в трёх действиях итальянского композитора Умберто Джордано. Итальянское либретто Луиджи Иллики навеяно (по его словам) романом Льва Толстого «Воскресение», хотя сюжет оперы не имеет с ним практически ничего общего. Премьера состоялась в миланском театре «Ла Скала» 19 декабря 1903 года. Большого успеха опера не имела. Вновь поставлена была лишь в 1927 году.

## Действующие лица
| Партия                                          | Голос         | Исполнитель на премьере, 19 декабря 1903 года (дирижёр: Клеофонте Кампанини) |
| ----------------------------------------------- | ------------- | ---------------------------------------------------------------------------- |
| Стефана (Stephana), содержанка                  | сопрано       | Розина Сторкио                                                               |
| Князь Алексис (Principe Alexis)                 | баритон       | Оресте Дженнари                                                              |
| Глебка (Glèby), сутенёр Стефаны                 | баритон       | Джузеппе Де Лука                                                             |
| Василий (Vassili), солдат                       | тенор         | Джованни Дзенателло                                                          |
| Никона, экономка Стефаны, крестная мать Василия | меццо-сопрано | Пальмира Маджи                                                               |
| Иван, слуга Стефаны                             | тенор         | Эмилио Вентурини                                                             |
| Исправник                                       | tenor         | Федерико Феррарези                                                           |
| Валинов                                         | баритон       | Витторио Поцци-Камола                                                        |
| Мискинский                                      | баритон       | Антонио Пини-Корси                                                           |
| Капитан                                         | бас           |                                                                              |
| Сержант                                         | бас           |                                                                              |
| Каторжники, солдаты, народ — хор                |               |                                                                              |

## Краткое содержание

### Акт первый. Петербург. Особняк Стефаны
До открытия занавеса за сценой раздаётся песня каторжников. Занавес открывается. Вестибюль особняка куртизанки Стефаны. Вот-вот соберутся гости, а хозяйки нет. Иван и Никона с беспокойством обсуждают то, что последнее время Стефана стала уезжать и где-то пропадать целыми днями. Появляется Глебка. Он ведёт себя в доме Стефаны как хозяин. Узнав, что Стефаны нету, Глебка приходит в ярость. Скоро должен появиться князь Алексис, который снабжает Стефану, а значит и её хозяина Глебку, деньгами. Тем не менее Глебка вынужден сам развлекать появившегося князя и других гостей. Он заявляет, что Стефана сердится и заперлась в своей комнате. Чтобы её смягчить, нужно спеть серенаду. Гости во главе с князем поют, но никто не появляется. Тогда Глебка предлагает им перейти в салон и заняться карточной игрой. Возвращается Стефана. Она счастлива. Вот уже месяц, как она познакомилась с простым солдатом Василием и тайно встречается с ним. Впервые в сердце Стефаны поселилось настоящее чувство. Она выдаёт себя за простую работницу. И несмотря на то, что Василия переводят в другой гарнизон, Стефана будет писать ему. Внезапно из салона входит Глебка. Он обвиняет Стефану в неблагодарности, напоминает, как вытащил её из самых низов, и требует, чтобы она немедленно шла к князю, от которого зависит получение очередной денежной суммы. Глебка насильно уводит Стефану в салон. В дом входит Василий. Оказывается, что Никона — его крёстная мать, и солдат пришёл попрощаться с нею перед отъездом. Но мысли Василия заняты его возлюбленной Стефаной, которую он считает вышивальщицей. Василий прощается с Никоной, но тут в вестибюль выходит Стефана, и Василий узнаёт в хозяйке дома свою вышивальщицу. Влюблённые объясняются. Стефана признаётся, что она не та, за кого себя выдавала, но подробности не сообщает. Василий всё равно её любит. Вдруг их свидание прерывает вышедший из салона князь Алексис. Василий тут же нападает на него и убивает. Его арестовывают.

### Акт второй. Станция на Сибирском тракте
На пути в Сибирь собрались жёны и родственники каторжников, чтобы попрощаться со своими мужьями, этапируемыми в Сибирь. В ожидании появления колонны они исполняют «Їхав козак за Дунай». Среди толпы родственников Иван и Никона. Из их разговора становится ясно, что они пришли повидать Василия. Теперь он осуждён на каторгу. С пением «Эй, ухнем!» появляется колонна каторжников. Сопровождающий её сержант разрешает заключённым подойти к родственникам. В этот момент появляется тройка, запряжённая в сани. На них прибыла Стефана. Она бросается в объятия Василия. Она не покинет возлюбленного и последует за ним в Сибирь. Сержант даёт сигнал, что свидание окончено. Под монотонное пение каторжники отправляются по тракту в Сибирь.

### Акт третий. Посёлок в Забайкалье
Утро. Из хижины выходят Василий и Стефана. Несмотря на тяжёлые условия жизни, они счастливы вместе. Звучит гонг, созывающий каторжников на работу в рудник. Василий уходит. В посёлок прибывает новый поселенец. Это Глебка, арестованный и осуждённый за свои многочисленные мошенничества. Глебка узнаёт Стефану и предлагает ей бежать с рудника сегодня же, во время празднования Пасхи. Стефана отказывается. Каторжники возвращаются с работ, в их числе и Василий. Тогда Глебка при всех открывает Василию правду: Стефана — содержанка, которая торговала собой в Петербурге. Народ смеётся. Но Василий прощает возлюбленную. В церкви звонит колокол, начинается Пасхальная служба. По окончании её — всеобщий праздник. Пока и каторжники, и солдаты развлекаются танцами под балалайку, Стефана предлагает Василию воспользоваться идеей Глебки и немедленно бежать, пока внимание всех сосредоточено на праздновании. Они скрываются, но Глебка, который следил за Стефаной, поднимает тревогу. Солдаты бросаются в погоню. Раздаются выстрелы. Солдаты приводят Василия и приносят смертельно раненую Стефану. Она прощается с Василием и умирает у него на руках.

## Дискография

### Студийные записи
| Год  | Исполнители (Стефана, Василий, Глеби)             | Дирижёр, оркестр                                             | Студия                           |
| ---- | ------------------------------------------------- | ------------------------------------------------------------ | -------------------------------- |
| 1974 | Луиза Маральяно, Амедео Дзамбон, Вальтер Монакези | Данило Белардинелли, Хор и оркестр Итальянского радио, Милан | Audio CD: Gala GL Cat: GL 100737 |

### Трансляционные записи
| Год  | Исполнители (Стефана, Василий, Глеби)          | Дирижёр, оркестр                                                       | Театр, дата спектакля         |
| ---- | ---------------------------------------------- | ---------------------------------------------------------------------- | ----------------------------- |
| 1999 | Елена Зеленская, Дарио Волонте, Вальтер Донати | Даниэле Каллегари, Хор и оркестр Ирландского радио и телевидения       | Вексфордская опера 16.10.1999 |
| 2003 | Франческа Скаини, Чонвон Ли, Витторио Вителли  | Манлио Бенци, Братиславский камерный хор, международный оркестр Италии | Мартина-Франка 08.08.2003     |